# Micha’el Biton
Micha’el Biton (hebr.: מיכאל ביטון, ang.: Michael Biton, ur. 3 lutego 1970 w Izraelu) – izraelski polityk, od 2019 poseł do Knesetu.
W wyborach parlamentarnych w kwietniu 2019 po raz pierwszy dostał się do izraelskiego parlamentu z koalicyjnej listy Niebiesko-Biali. 